# Diatesi causativa
In linguistica, la diatesi causativa è un tipo di diatesi che indica che il soggetto induce l'azione o lo stato di qualcuno o di qualcosa.
In italiano non esiste una vera e propria diatesi causativa. La causatività viene espressa sintatticamente, tramite le perifrasi far + infinito, lasciar + infinito e simili. Ad esempio, "lasciar morire qualcuno", "far cambiare idea a qualcuno".
L'applicazione della diatesi causativa è un'operazione di  aumento valenziale, in quanto introduce sempre un nuovo argomento, colui che causa. 
Ciò può avvenire secondo due modalità. Indicando con S il soggetto di un verbo intransitivo, con A quello di un verbo transitivo e con O l'oggetto di un verbo transitivo, si ha che:
- Se il verbo originario è intransitivo, esso diventa transitivo; colui che causa occupa il ruolo A, mentre S viene promosso a O.
- Se il verbo originario è transitivo, lo resta anche nella forma causativa; colui che causa occupa il ruolo A e S viene declassato a un argomento obliquo; O rimane lo stesso.

Un esempio del primo tipo è:
Il malato(S) muore.
Il medico(A caus.) lascia morire il malato(O).
Un esempio del secondo tipo è:
Luca(A) cambia idea(O).
Lucia(A caus.) fa cambiare idea(O) a Luca(Arg.obl.).

## Esempi
Il giapponese e il mongolo sono esempi di lingua che utilizzano la diatesi causativa. I seguenti esempi sono tratti dal giapponese:
| Tanaka-kun                       | ga  | atsume-ru               |
| Tanaka                           | nom | collezionare-pres       |
| Tanaka colleziona queste cose.   |     |                         |
| Diatesi causativa                |     |                         |
| Tanaka-kun                       | ni  | atsume-sase-yō          |
| Tanaka                           | dat | collezionare-caus-coort |
| Lascia che Tanaka li collezioni. |     |                         |

| kodomo                                    | ga  | hon   | o   | yom-u             |
| bambini                                   | nom | libro | acc | leggere-pres      |
| I bambini leggono il libro.               |     |       |     |                   |
| Diatesi causativa                         |     |       |     |                   |
| kodomo                                    | ni  | hon   | o   | yom-aseru         |
| bambini                                   | dat | libro | acc | leggere-caus-pres |
| (Loro) fanno leggere il libro ai bambini. |     |       |     |                   |

La diatesi causativa è molto usata in Esperanto, che la esprime attraverso il suffisso -ig-:
- morti "morire" → mortigi "uccidere" (far divenire morto)
- pura "pulito" (aggettivo) → purigi "pulire" (far diventare pulito)